# Didymodon xanthocarpus
Didymodon xanthocarpus är en bladmossart som beskrevs av Magill in Magill och Edmund André Charles Lois Eloi `Ted' Schelpe 1979. Didymodon xanthocarpus ingår i släktet lansmossor, och familjen Pottiaceae. Inga underarter finns listade i Catalogue of Life.